# Паркер, Иан
Иан Паркер (род. 1956[…], Великобритания) — британский психолог и психоаналитик.

## Биография
Учился в Плимутском технологическом университете (1978—1981), степень доктора философии получил в 1985 г. в Саутгемптонском университете. В 1990 г. вместе с Эрикой Бёрман основал межинституциональное объединение Discourse Unit.
В 1997—2003 гг. прошёл обучение психоанализу в Центре фрейдовского анализа и исследований в Лондоне; с тех пор является практикующим психоаналитиком. Президент (2015—2020) и почетный секретарь (с 2020) британского Колледжа психоаналитиков. Член Центра фрейдовского анализа и исследований и Лондонского общества новой лакановской школы.
Работал в Манчестерском политехническом (1985—1996, 2000—2013), Болтонском (1996—2000), Лестерском (2013—2016) и Манчестерском университетах (2016—2021). Заслуженный профессор Лестерского университета (2016).
Главный редактор журнала Annual Review of Critical Psychology (Манчестер), член редакционных коллегий еще 20 изданий, публикуемых в восьми странах.

## Идеи
Вклад Паркера в психоаналитическую теорию заключается во введении понятия дискурсивного комплекса, описывающего двойственную природу психоанализа в западной культуре: с одной стороны, психоаналитические концепции передаются через культуру в качестве компонентов дискурса, с другой — дискурс формирует саму субъективность тех, кто использует слова, чтобы говорить или писать о себе или других.

Будучи представителем направления критической психологии, Паркер считает психоанализ методом лечения, противоположным психологии и психиатрии. В то время как последние нацелены на адаптацию пациента, производимую на индивидуальном уровне, психоанализ в своей радикальной форме напрямую касается социальных условий, вызывающих нездоровье.
Чтобы быть полезным для освободительных движений, психоанализ должен четко отделить себя от психиатрии, психологии и психотерапии. Эти три части «пси-комплекса», густая сеть теорий и практик, связанных с человеческим субъектом, оправдывающих и поддерживающих власть при капитализме и патриархате, сплетаются сейчас в глобальном идеологическом процессе психологизации, в расширении психологического за счет политики, общества и культуры — тех самых мест, где мы можем встретиться, организоваться и освободиться. Психологизация с ее различными конкурирующими и противоречивыми аспектами сводит самые разнообразные культурные, общественные и политические феномены к самостоятельным психологическим механизмам, убеждая нас, что каждый, будучи индивидом, отвечает за появление и устранение собственного дистресса, вездесущего в этом мире.

## Работы
- Parker, I. (1989) The Crisis in Modern Social Psychology, and how to end it, London and New York: Routledge. ISBN 0-415-01494-8
- Parker, I. (1992) Discourse Dynamics: Critical Analysis for Social and Individual Psychology, London and New York: Routledge. ISBN 0-415-05018-9
- Banister, P., Burman, E., Parker, I., Taylor, M. and Tindall, C. (1994) Qualitative Methods in Psychology: A Research Guide, Milton Keynes: Open University Press. ISBN 0335191819
- Foster, J. J. and Parker, I. (1995) Carrying Out Investigations in Psychology, Leicester: British Psychological Society. ISBN 1-85433-170-1
- Parker, I., Georgaca, E., Harper, D., McLaughlin, T. and Stowell Smith, M. (1995) Deconstructing Psychopathology, London: Sage. ISBN 0-8039-7481-7
- Parker, I. (1997) Psychoanalytic Culture: Psychoanalytic Discourse in Western Society, London: Sage. ISBN 0-7619-5643-3
- Parker, I. and the Bolton Discourse Network (1999) Critical Textwork: An Introduction to Varieties of Discourse and Analysis, Buckingham: Open University Press. ISBN 0-335-20204-7
- Parker, I. (Ed.) (1999). Deconstructing psychotherapy. London: Sage.
- Parker, I. (2002) Critical Discursive Psychology. London: Palgrave. ISBN 033397381X
- Parker, I. (2005) Qualitative Psychology: Introducing Radical Research. Buckingham: Open University Press. ISBN 0335213499
- Parker, I. (2007) Revolution in Psychology: Alienation to Emancipation. London: Pluto Press. ISBN 978-0-7453-2535-4
- Parker, I. (2008) Japan in Analysis: Cultures of the Unconscious. London: Palgrave. ISBN 978-0230506916
- Parker, I. (2009) Psychoanalytic Mythologies. London: Anthem Press. ISBN 978-1843313038
- Parker, I. (2014) The Crisis in Modern Social Psychology, and how to end it. Abingdon/New York: Routledge [Psychology Revivals, original published 1989]. ISBN 978-0-415-70645-2
- Parker, I. (2014) Discourse Dynamics: Critical Analysis for Social and Individual Psychology. Abingdon/New York: Routledge [Psychology Revivals, original published 1992]. ISBN 978-0-415-70638-4
- Parker, I. (2014) Revolução na Psicologia: da alienação à emancipação. Campinas, Brazil, Alínea. ISBN 978-85-7516-714-4
- Parker, I. and Pavón-Cuéllar, D. (comps) (2014) Lacan, Discurso, Acontecimeinto: Nuevo Análisis de la Indeterminación Textual. Mexico DF: Plaza y Valdes. ISBN 978-607-402-597-2
- Parker, I. and Pavón-Cuéllar, D. (eds) (2014) Lacan, Discourse, Event: New Psychoanalytic Approaches to Textual Indeterminacy. Abingdon/New York: Routledge. ISBN 978-0-415-52163-5
- Parker, I. (2015) Handbook of Critical Psychology. London and New York: Routledge. ISBN 978-1-84872-218-7
- Parker, I. (2015) Critical Discursive Psychology (2nd Edition). London: Palgrave Macmillan. ISBN 9781137485595
- Parker, I. (2015) Psychology After the Crisis: Scientific paradigms and political debate. Abingdon/New York: Routledge. ISBN 978-1-84872-207-1
- Parker, I. (2015) Psychology After Deconstruction: Erasure and Social Reconstruction. Abingdon/New York: Routledge. ISBN 978-1-84872-209-5
- Parker, I. (2015) Psychology After Discourse Analysis: Concepts, methods, critique. Abingdon/New York: Routledge. ISBN 978-1-84872-211-8
- Parker, I. (2015) Psychology After Psychoanalysis: Psychosocial studies and beyond. Abingdon/New York: Routledge. ISBN 978-1-84872-213-2
- Parker, I. (2015) Psychology After the Unconscious: From Freud to Lacan. Abingdon/New York: Routledge. ISBN 978-1-84872-215-6
- Parker, I. (2015) Psychology After Lacan: Connecting the clinic and research. Abingdon/New York: Routledge. ISBN 978-1-84872-217-0
- Parker, I. (2017) Revolutionary Keywords for a New Left. Washington/Winchester. Zero Books. ISBN 978-1-785356421
- Parker, I. and Pavón-Cuéllar, D. (eds) (2017) Marxismo, psicología y psicoanálisis. Morelia, Mexico: Paradiso editors, Universidad Michoacana de San Nicolás de Hidalgo. ISBN 978-6-079787103
- Parker, I. (2018) Psy-Complex in Question: Critical Review in Psychology, Psychoanalysis and Social Theory. Washington/Winchester. Zero Books. ISBN 978-1-785357497
- Parker, I. (2019) Psychoanalysis, Clinic and Context: Subjectivity, History and Autobiography. Abingdon/New York: Routledge. ISBN 978-0-367144333
- Parker, I. (2020) Psychology through Critical Auto-Ethnography: Academic Discipline, Professional Practice and Reflexive History. Abingdon/New York: Routledge. ISBN 978-0-367344177

### На русском языке
- Паркер И. (2011) Славой Жижек: критическое введение. Ижевск: Ergo. ISBN 978-5-98904-056-8.
- Паркер И. (2013) Психоаналитическая культура: психоаналитический дискурс в западном обществе. Ижевск: Ergo. ISBN 978-5-98904-196-1.
- Паркер И., Павон-Куэльяр Д. (2021) Психоанализ и революция: критическая психология для освободительных движений. М.: Горизонталь. Архивная копия от 19 августа 2021 на Wayback Machine ISBN 978-5-604-3030-54.